# 헬렌 베넷
헬렌 베넷(Helen Bennett, 1911년 1월 1일 ~ 2001년 2월 25일)은 미국의 배우이다.
스프링필드에서 태어났으며 샌타모니카에서 사망하였다.

## 영화
- 페이튼 플레이스 2 (1961년)
- 프란시스 인 더 헌티드 하우스 (1956년)
- 비코즈 오브 힘 (1946년)